# Томскэнергосбыт
Томскэнергосбыт — российская энергосбытовая компания. Полное наименование — Акционерное общество «Томская энергосбытовая компания». Штаб-квартира компании расположена в Томске.

## История
Энергокомпания основана 19 октября 1944 года.
19 октября 1944 года в соответствии с решением ГКО от 18 мая 1944 года, и приказом НКЭС № 112 от 28 мая 1944 года, в качестве первого хозрасчётного предприятия из состава ТЭЦ-1 был выделен Томский Энергосбыт.
.
15 января 1981 года «Энергосбыт» переименовывается в «Предприятие государственного энергетического надзора и сбыта энергии» — «Энергонадзор».
.
В 2005 году в результате реорганизации Открытого акционерного общества энергетики и электрификации «Томскэнерго» было создано самостоятельное юридическое лицо Открытое акционерное общество «Томская энергосбытовая компания».
В 2006 году компании присвоен статус гарантирующего поставщика. Границы зоны деятельности компании определены границами Томской области.
В 2013 году ОАО «Томскэнергосбыт» входит в Группу ОАО «Интер РАО».
В 2018 году компания приняла на обслуживание потребителей ЗАТО Северск.

## Собственники
Единственным акционером АО «Томскэнергосбыт» является ПАО «Интер РАО».

## Деятельность
По собственным данным, за 9 месяцев 2019 года АО «Томскэнергосбыт» реализовало на розничном рынке 3 266 млн кВт*ч электроэнергии. Доля розничного рынка электроэнергии составила 55,3 %